# Leptocerina ramosa
Leptocerina ramosa är en nattsländeart som först beskrevs av Georg Ulmer 1912.  Leptocerina ramosa ingår i släktet Leptocerina och familjen långhornssländor.

## Underarter
Arten delas in i följande underarter:
- L. r. simulans
- L. r. trifida
- L. r. pinheyi